# 十兄弟 (2004年電視劇)
《十兄弟》（英語：Ten Brothers）是香港電視廣播有限公司改編自1959年香港同名粵語長片的民初特技電視劇，由郭可盈及林文龍領銜主演，並由黎諾懿、唐寧、李逸朗、胡諾言、胡定欣、羅貫峰及廖啟智聯合主演，全劇共20集，監製潘嘉德。

## 演員表

### 十兄弟一家
| 演員   | 角色   | 關係/十兄弟異能 |
| 林文龍 | 陳大蝦 | 糖水小販，後為巧記糖水鋪老闆 喜欢紀巧兒，后为其夫 十兄弟、陳十一之父 何日星之好友                                                                      |
| 郭可盈 | 紀巧兒 | 千金小姐，後為巧記糖水鋪老闆娘 紀發枝之女，后反目並被逐出家门，最後和好 陳大蝦之暗戀對象，後為其妻 十兄弟、陳十一之母 周家禮青梅竹馬之好友，曾與其相戀 |
| 黎諾懿 | 千里眼 | 阿大、大眼 眼睛能看見千里之外的事物，十兄弟中最懂事的一個 与洪小蘭相恋 於第20集為救紀巧兒而變回一顆晶石                                                |
| 林遠迎 | 順風耳 | 曾化名為萬守義 耳朵能聽見極遙遠的聲音 和其他兄弟失散並被冒認為萬世雄之子，後團聚 於第20集為救紀巧兒而變回一顆晶石                                      |
| 胡諾言 | 大力三 | 曾化名為萬省三 雙臂力大無窮，破壞力特強 与阮彤彤相恋 和其他兄弟失散並被冒認為萬世雄之子，後團聚 於第20集為救紀巧兒而變回一顆晶石                       |
| 李逸朗 | 奀皮四 | 全身皮膚如同橡皮一樣，能靈活伸縮拉長 花筱紅之前徒弟，被其針對並欺壓 暗戀洪小蘭 於第20集為救紀巧兒而變回一顆晶石                                        |
| 羅貫峰 | 飛天五 | 背上生有翅膀，可於天空中任意飛翔 暗戀阮彤彤 於第20集為救紀巧兒而變回一顆晶石                                                                           |
| 郭 淨  | 銅頭六 | 天生禿頭，但頭骨奇硬無比，無堅不摧 於第20集為救紀巧兒而變回一顆晶石                                                                                    |
| 楊 明  | 高腳七 | 雙腿會在需要的時候變長，行動迅速，健步如飛 於第20集為救紀巧兒而變回一顆晶石                                                                            |
| 張智軒 | 遁地八 | 雙腿會在需要的時候作鏍旋轉動，有遁地的異能 比較膽小 於第20集為救紀巧兒而變回一顆晶石                                                                   |
| 葉 暐  | 大口九 | 說話聲音特別大，用力吹氣時能刮出強風 於第20集為救紀巧兒而變回一顆晶石                                                                                  |
| 王秉熹 | 大喊十 | 十兄弟中最年幼的一個，哭聲震天，淚水多得會造成水浸，淚水有藥療功效，能助己助人 花筱紅之前徒弟，被其針對並欺壓 於第20集為救紀巧兒而變回一顆晶石         |
| 王樹熹 | 陳十一 | 陳大蝦、紀巧兒之親子 |

### 筱紅雜技團
| 演員   | 角色   | 關係/暱稱 |
| 魯振順 | 花筱紅 | 花師傅 筱紅雜技團團長 奀皮四、大喊十之前師傅，針對並欺壓其 於第8集欲把眾徒弟賣到婆羅洲，計劃失敗後逃走並不再出現 |
| 魯文傑 | 光師兄 | 筱紅雜技團成員 於第8集受眾人推舉當上團長                                                                         |
| 唐 寧  | 洪小蘭 | 筱紅雜技團團成員 洪鵬之女 與千里眼相戀 奀皮四之暗戀對象 阮彤彤之好友                                             |
| 賀文傑 | 小 龍  | 筱紅雜技團成員                                                                                                   |
| 李彩寧 | 小 芳  | 筱紅雜技團成員                                                                                                   |

### 大帥府
| 演員   | 角色   | 關係 / 暱稱 |
| 廖啟智 | 萬世雄 | 萬大帥 萬守義（順風耳）、萬省三（大力三）之假父親，後反目 阮彤彤之舅父 十兄弟一家之天敵 管理興隆鎮，並欺壓興隆鎮人民 於第19集欲殺害十兄弟一家，後被眾士兵背叛並被趕回鄉下 口頭禪為“食虱米、槍斃” |
| 潘芳芳 | 朱美嫻 | 萬世雄之正室 萬守義（順風耳）、萬省三（大力三）之假母親 與翠嬌不和 於第19集跟隨萬世雄返回鄉下 |
| 黃紀瑩 | 翠 嬌  | 萬世雄之妾侍 與朱美嫻不和 針對萬守義（順風耳）、萬省三（大力三） 于第19集因偷大帥府宝物而遭休 |
| 胡定欣 | 阮彤彤 | 萬世雄之姨甥女 萬守義、萬省三無血緣之表妹 與大力三相戀 飛天五之暗戀對象 洪小蘭之好友 |
| 古明華 | 劉副官 | 萬世雄手下 於第19集被趕出興隆鎮 |
| 陳安瑩 | 王 媽  | 朱美嫻婢女 |
| 招石文 |        | 管家 |
| 何志祥 |        | 士兵 |
| 趙永洪 |        | 士兵 |
| 梁輝宗 |        | 万世雄手下 |
| 嚴文軒 |        | 家丁 |

### 其他演員
| 演員   | 角色   | 關係／暱稱                                                                      |
| 駱應鈞 | 紀發枝 | 曾化名為獨孤悲 紀巧兒之父，后反目並把她逐出家门，最後和好 十兄弟之外公          |
| 蔡子健 | 周家禮 | 周世兄 中央專員 負責調查萬世雄貪污受賄案 紀巧兒青梅竹馬之好友，曾與其相戀       |
| 潘冠霖 | 小 桃  | 紀巧兒之近身侍婢 何日星之妻                                                     |
| 李思捷 | 何日星 | 陳大蝦之同鄉 小桃之夫                                                           |
| 艾 威  | 奇人   | 十兄弟異能之來源，以及有齊十兄弟異能，能力更強 於第17集要求十兄弟跟他回去歸屬地 |
| 秦 煌  | 崔大叔 | 茶樓老闆 大口九之契爺 於第10集返回鄉下                                          |
| 蘇恩磁 | 崔大嬸 | 茶樓老闆娘 大口九之契媽 於第10集返回鄉下                                        |
| 劉桂芳 |        | 百里鎮街坊                                                                      |
| 徐 榮  |        | 興隆鎮街坊                                                                      |
| 李啟傑 |        | 興隆鎮街坊                                                                      |
| 魏惠文 |        | 興隆鎮街坊                                                                      |
| 鄭俊弘 | 攝影師 |                                                                                 |
| 黃嘉樂 |        | 雅文書齋老闆                                                                    |
| 張國威 | 洪 鵬  | 洪小蘭之亡父                                                                    |
| 關伊彤 |        | 洪小蘭之亡母                                                                    |
| 邵卓堯 | 包子販 |                                                                                 |
| 馬蹄露 | 媒婆   | 第1集                                                                           |

## 對白出錯
於第20集（大結局）中，陳大蝦一家享用糖水，此時紀發枝（駱應鈞飾演）抱著十一仔（王樹熹飾演）從屋內走出來，其後駱應鈞將對白錯誤地夾雜了英文讀出，被一眾網民當作笑柄：「嘩！你哋唔係啊嘩？賞月食糖水，咁遲至call我哋？」（嘩！你們不是吧？賞月喝糖水，這麼晚才叫我們？）。
但於2014年重播時，有關對白經後期配音，改為「賞月食糖水，咁遲至叫我哋？」。

## 軼事
- 此劇於2004年拍畢後，於2005年9月在海外推出，於2006年1月於Supersun新電視精選劇集台播放。直至2007年2月12日，才在翡翠台黃金時段首播，是次繼《翻新大少》後，是第二套於無綫電視收費頻道播畢後，罕有地在該頻道的黃金時段首播率先在海外發行的劇集。此次非以新名播出，並成為無綫電視該年的賀歲劇之一。
- 此劇飾演夫妻主角的林文龍與郭可盈現實中兩人也是夫妻關係。
- 此劇於2007年3月播畢之後，不足半年後在同年的8月中黃昏劇集時段首次重播，成為首部首播與首次重播相隔時間最短劇集。
- 此劇曾於2007年8月17日及2014年6月2日起在翡翠台逢星期一至五黃昏時段重播，每次重播半集。

## 收視
以下為該劇於香港無綫電視翡翠台之收視紀錄：
| 週次 | 日期                  | 平均收視 | 最高收視 |
| ---- | --------------------- | -------- | -------- |
| 1    | 2007年2月12日-2月16日 | 29點     | 34點     |
| 2    | 2007年2月19日-2月23日 | 27點     | 32點     |
| 3    | 2007年2月26日-3月2日  | 34點     | 37點     |
| 4    | 2007年3月5日-3月9日   | 36點     | 39點     |

以下为该剧于香港无线电视翡翠台在广州同步播放之收视纪录：
- 1-13集 18.9
- 14-20集 21.8 （数据来源：CSM媒介研究）

## 外部連結
- 無綫電視官方網頁 - 十兄弟

## 電視節目的變遷
| 高朋滿座 4月10日-3月10日 | 高朋滿座 4月10日-3月10日                       | 高朋滿座 4月10日-3月10日                       | 同事三分親 3月12日-        |
| 上一套： 爭霸 -2月10日   | 翡翠台第二綫劇集（2007） 十兄弟 2月12日-3月9日 | 翡翠台第二綫劇集（2007） 十兄弟 2月12日-3月9日 | 下一套： 亂世佳人 3月12日- |
| 突圍行動 -2月9日         | 迎妻接福 2月12日-3月9日                        | 迎妻接福 2月12日-3月9日                        | 寫意人生 3月12日-          |

| 翡翠台黃昏劇集時段 星期一至五 17:55-18:25 | 翡翠台黃昏劇集時段 星期一至五 17:55-18:25 | 翡翠台黃昏劇集時段 星期一至五 17:55-18:25 |
| ----------------------------------------- | ----------------------------------------- | ----------------------------------------- |
|                                           | 十兄弟 （2007.08.17 - 2007.10.12）        |                                           |
| 本草藥王 （2007.06.08 - 2007.08.16）      | 伙頭智多星 （2007.10.15 - 2007.12.24）    |                                           |

| 翡翠台黃昏劇集時段 星期一至六 17:55-18:25 | 翡翠台黃昏劇集時段 星期一至六 17:55-18:25 | 翡翠台黃昏劇集時段 星期一至六 17:55-18:25 |
| ----------------------------------------- | ----------------------------------------- | ----------------------------------------- |
|                                           | 十兄弟 （2014.06.02 - 2014.07.19）        |                                           |
| 肥田囍事 （2014.04.14 - 2014.05.31）      | 搜神傳 （2014.07.21 - 2014.09.06）        |                                           |